# Ото фон Цигенхайн
Ото фон Цигенхайн (на немски: Otto von Ziegenhain; * ок. 1380, Нида; † 13 февруари 1430, Кобленц) от графската фамилия Цигенхайн на графовете на Цигенхайн и Нида, е от 1419 г. до смъртта си архиепископ и курфюрст на Трир.

## Живот
Той е четвъртият син на граф Готфрид VIII фон Цигенхайн († 1394) и съпругата му принцеса Агнес фон Брауншвайг-Гьотинген († 1416), сестра на херцог Ото I фон Брауншвайг-Гьотинген, дъщеря на херцог Ернст I фон Брауншвайг-Гьотинген и Елизабет фон Хесен. Брат е на Енгелберт III († 1401), Йохан II († 1450), Готфрид IX († 1425) и духовник Филип. Племенник е на Вернер фон Фалкенщайн († 1418), архиепископ и курфюрст на Трир.
Ото следва във Виена и Хайделберг, от 1405 г. е пропст на „Св. Мартин“ във Вормс, а от 1406 г. е при чичо си катедрален пропст на Трир. От 1413 до 1417 г. той също е пропст на „Св. Флорин“ в Кобленц.
Десет дена след смъртта на чичо му, Ото е избран на 12 март 1419 г. за архиепископ на Трир. Ото изгонва всички евреи на 30 декември 1419 г. от архиепискоство Трир. От Трир са 50 фамилии.
По негово желание Ото фон Цигенхайн е погребан в катедралата на Трир.